# Альтерман, Лев Григорьевич
Лев Григорьевич Альтерман (24 января 1929 года — 28 декабря 2004 года, Уфа) — главный инженер, управляющий трестом «Салаватстрой» (1963—1971), начальник управления капитального строительства при Совете Министров БАССР (1972—1976), помощник генерального директора ОАО «Башстрой» (1983—2004). Заслуженный строитель Российской Федерации, Заслуженный строитель РБ, Почетный строитель России.

## Биография
Родился 24 января 1924 года.
В 1950 году Л. Г. Альтерман окончил Ташкентский институт инженеров железнодорожного транспорта, получил специальность «инженер путей сообщения». С 1951 года проживал в Салавате.
С 1951 по 1953 год он работал в должности начальника участка УКС-18 МВД СССР
С 1953 по 1958 год — начальник участка Миннефтепрома СССР.
С 1958 по 1960 год — начальник участка Миннефтепрома СССР
С 1963 по 1971 год — главный инженер, управляющий трестом «Салаватстрой»
С 1971 по 1972 год — управляющий трестом «Башгражданстрой»
С 1972 по 1976 год — зам. начальника, начальник УКСа при Совете Министров БАССР
C 1976 по 1981 год — зам. генерального директора Уфимского ПШО «Мир»
С 1981 по 1983 — зам управляющего трестом «Башнефгезаводстрой»
С 1983 по 2004 — начальник ПРУ, помощник генерального директора ОАО «Башстрой»
При участии Альтермана был построен город Салават, возведены комплексы химии, нефтехимии, перерабатывающей промышленности, сельского хозяйства и культуры.
Большой вклад Лев Альтерман внес в развитие Уфы. Он был первым управляющим треста «Башгражданстрой» в Уфе. Большой вклад внес Л. Г. Альтерман в строительство Русского драмтеатра, уникального по своей архитектуре здания Татарского драматического театра «Hyp».
Глубокое знание дела, эрудиция Льва Альтермана были незаменимы при строительстве таких ключевых для Уфы объектов, как северный водозабор, городские очистные сооружения, мясокомбинат и многие другие.
В 1996 году Альтерман был назначен начальником штаба строительства полиэфирного комплекса в городе Благовещенске.
Лев Григорьевич Альтерман работал на многочисленных объектах строительства республики Башкортостан. Строительством А. Л. Г. занимался 54 года.
Правительство Республики Башкортостан своим распоряжением от 28 декабря 2005 г. № 1301-р приняло решение об увековечении памяти видного руководителя строительного комплекса республики с установкой мемориальной доски заслуженному строителю Российской Федерации, заслуженному строителю Башкирской АССР, Почетному строителю России АЛЬТЕРМАНУ Льву Григорьевичу.
Похоронен на Южном кладбище Уфы.

## Награды
Альтерман Л. Г. является кавалером ордена «Знак Почета». Орден получен в 1963 году за досрочный ввод в эксплуатацию объектов производства полиэтилена на Салаватском нефтехимическом комбинате.
За многолетнюю работу в области строительства указом президента Башкортостана в 1999 году награждён Почетной грамотой РБ.
В городе Уфа, на улице Кирова, 44 открыта мемориальная доска в память о заслуженном строителе РФ и РБ Л. Г. Альтермане.

## Семья
Дети:
- Альтерман Игорь Львович, 1954 г. р., строитель, проживает в городе Уфа
- Альтерман (Окина) Ирина Львовна — г. Уфа

Внуки:
- Альтерман Екатерина Игоревна
- Окин Илья Владимирович
- Альтерман Юлия Игоревна